# Souk El-Thenine
Souk El-Thenine (em árabe: سوق الاثنين) é uma comuna localizada na província de Bugia, no norte da Argélia. Segundo o censo de 2008, a população total da cidade era de 14 045 habitantes.